# حواریون

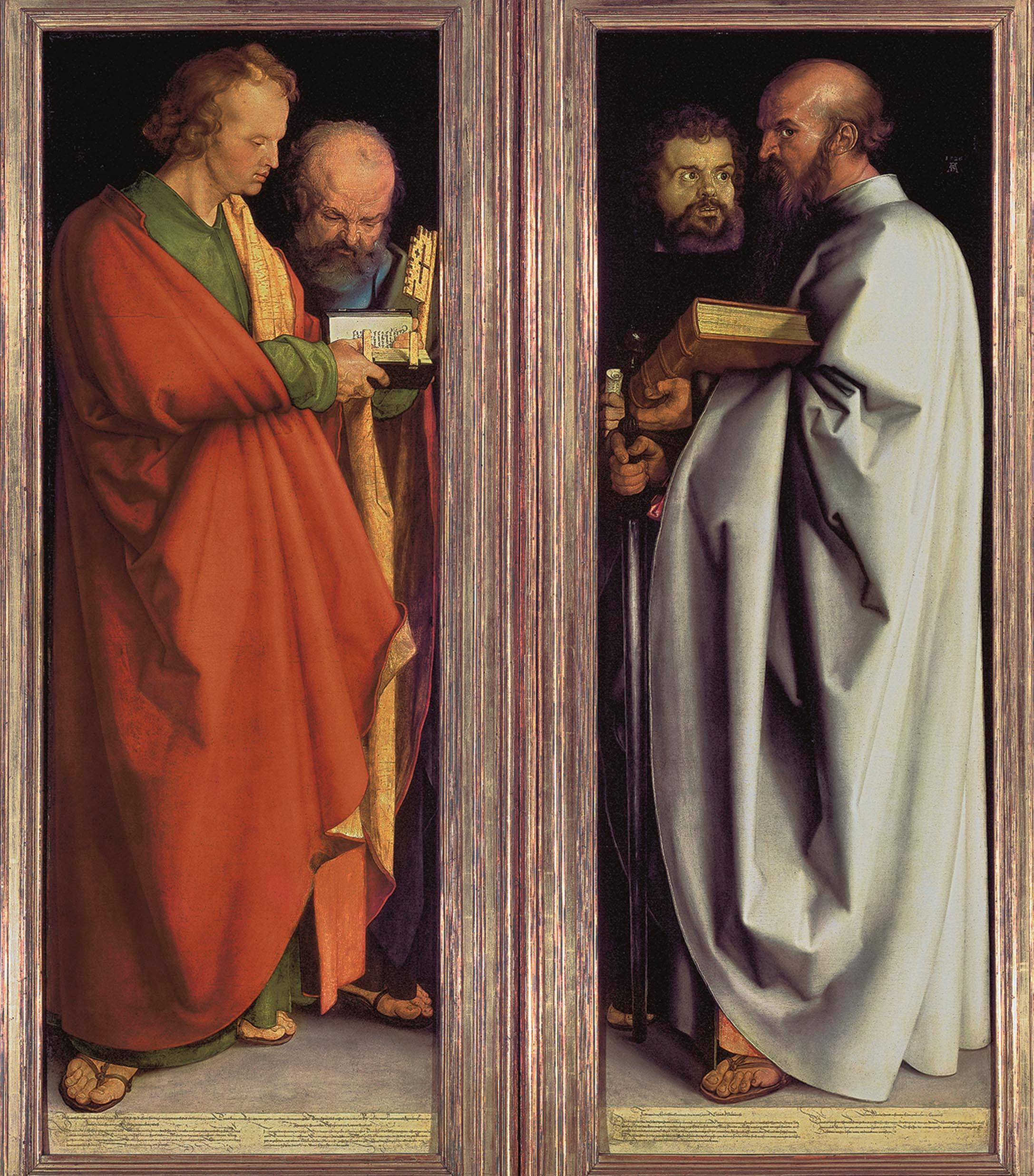
چهار رسول، نام یک دولوحی به‌سال ۱۵۲۶ میلادی است که توسط آلبرشت دورر، نقاش و حکاک برجستهٔ آلمانی خلق شد. او در این اثر، ۴ تن از حواریون عیسی به اسامی یوحنا، پطرس، مرقس و پولس را در دو قاب به‌تصویر کشیده‌است.

حَواریون (جمع حَواری به معنی یارِ برگزیده) (به انگلیسی: Apostle) عنوان دوازده تن از یاران و شاگردان ویژهٔ عیسی مسیح است. واژهٔ اپاسل (Apostle) از آپوستولوی یونانی گرفته شده که به معنی «رسولان» می‌باشد و به همین علت از اصطلاح «رسولان» نیز برای حواریون استفاده می‌شود.
تمام ۱۲ حواری در ابتدا تابع دین یهودیت و همگی (همچون خود عیسی مسیح) اصالتاً یهودی‌زاده (یهودی‌نژاد) بودند. ایشان پس از ایمان به عیسی مسیح، جزو مسیحیان یهودی‌نژاد به شمار می‌آمدند، چرا که از نژاد یهود بودند، اما به عیسی مسیح ایمان آورده بودند و به این ترتیب دیانت ایشان از یهودیت به مسیحیت تغییر می‌یافت. علت تأکید بر این موضوع این است که "یهودی" بودن را می‌توان از دو دیدگاه تعریف کرد: «نژاد» و «دیانت».

#### تفاوت تعریف «حواری (Apostle)» با «رسول/شاگرد (Diciple)»:
عنوان "حواریون" فقط به ۱۲ تن از شاگردان یا رسولان یا یاران خاص عیسی مسیح اطلاق می‌شود، که در ادامه اسامی ایشان ذکر شده‌ است. اما برعکس آن صادق نیست، به این معنا که تمامی  شاگردان یا رسولان عیسی مسیح، حواری عیسی مسیح نیستند؛ برای مثال برنابا رسول، پولس رسول، مرقس رسول، لوقا رسول، یعقوب رسول (برادرخواندۀ عیسی مسیح) و سایر رسولان نام برده شده در کتاب مقدس مسیحی، همگی جزو شاگردان یا رسولان عیسی مسیح هستند، اما جزو حواریون شمرده نمی‌شوند. متیاس تنها حواری عیسی مسیح است، که پس از تصلیب و رستاخیز عیسی مسیح، توسط سایر حواریون انتخاب شد.

### اسامی حواریون
درکتاب مقدس مسیحی (انجیل متی باب ۱۰ - انجیل لوقا باب ۶ - انجیل مرقس باب ۳) نام‌های حواریون مسیح چنین ذکر شده‌است:
۱. شمعون پطرس پسر یونا
۲. اندریاس پسر یونا (برادر شمعون پطرس) 
۳. یعقوب پسر زبدی معروف به یعقوب بزرگ
۴. یوحنا پسر زبدی (برادر یعقوب پسر زبدی)
۵. فیلیپ یا فیلیپُس
۶. برتولما (طبق سنت مسیحی وهمچنین نظر اکثریت مورّخان، احتمالاً همان "ناتانائیل" مذکور در انجیل یوحنا می‌باشد)
۷. توما معروف به توماس شکاک
۸. متی (طبق سنت مسیحی، متی همان شخص نام برده شده با نام "لاوی" در انجیل مرقس و انجیل لوقا می‌باشد) معروف به باج گیر
۹. یعقوب پسر حلفا معروف به یعقوب کوچک تر
۱۰. یهودا تادئوس معروف به لبی  یا لبائوس به معنای دلیر
۱۱. شمعون قانوی یا شمعون غیور که پیش تر زیلوت بود
۱۲. الف- یهودا اسخریوطی (که در پایان به عیسی مسیح خیانت کرد و سپس پشیمان شد و خودکشی کرد.)
۱۲. ب- متیاس (توسط حواریون با قرعه انتخاب شد به جای یهودا اسخریوطی)
حواریون مسئولیت ابلاغ بشارت عیسی را به دیگر اقوام بنی‌اسرائیل پذیرفتند و مسیح بودن عیسی و بر حق بودن وی را تصدیق کردند. پس از به صلیب کشیده شدن عیسی مسیح و برخاستن او از مردگان در روز سوم و عروج او به آسمان، حواریون بر طبق دستور عیسی مسیح، به سوی تمامی اقوام (شامل یهودیان/ قوم بنی‌اسرائیل و سایر اقوام/غیریهودیان) در نقاط مختلف زمین پراکنده شده و به ابلاغ پیام انجیل پرداختند. بر اساس متن «انجیل»، یهودا اسخریوطی که در ابتدا جزو دوازده حواریون به شمار می‌رفت، خیانت کرده و عیسی مسیح را به سربازان رومی تسلیم نمود. او از این عمل خود پشیمان شد و خود را حلق‌آویز کرد و جسد بی‌جان وی در مزرعه‌ای افتاد که بعداً به نام "مزرعۀ خون" شناخته می‌شد. بعدها «متیاس» به جای وی به عنوان دوازدهمین حواری انتخاب شد.

## ریشه‌شناسی نام
گویند که در زبان نبطی کلمهٔ «حواریون» به‌معنای «شویندگان، غسالون» است، و یاران عیسی را بدان جهت حواری خوانند که به غسل و نظافت لباس و جامه اهمیت زیادی قائل بوده‌اند و جامهٔ سپید می‌پوشیدند. فرضیه دیگر برای عنوان حواری، طهارت و پاکیزگی زندگی درونی و معنوی‌ آن‌ها است.

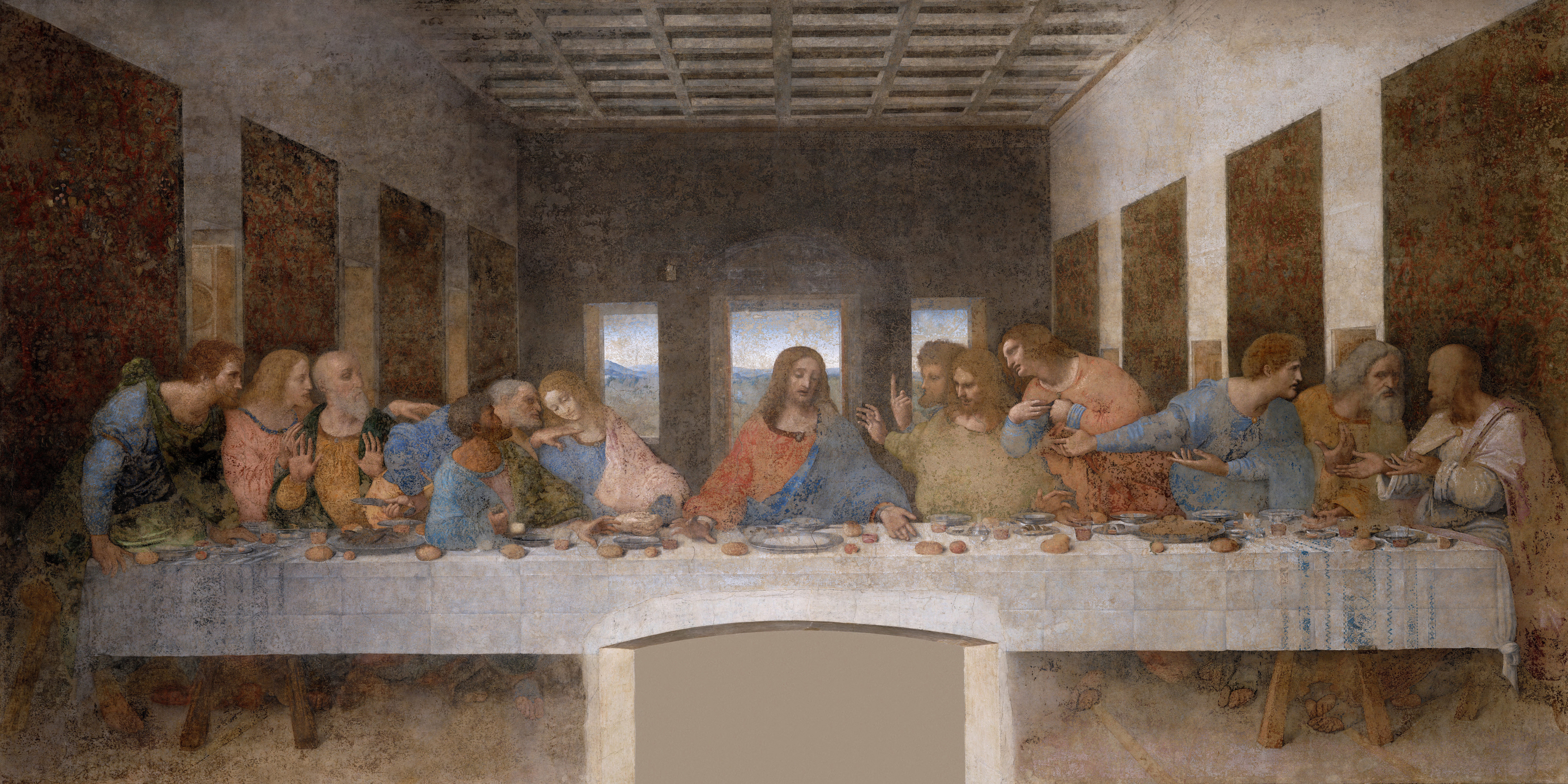
شام اخر داوینچی. از چپ به راست: بارتولومئو، یعقوب پسر حلفا، اندریاس، یهودا اسخریوطی، پطرس، یوحنا .عیسی، توما، یعقوب پسر زبدی، فیلیپ، متی، تادئوس و شمعون قانوی.

## سرگذشت حواریون
پطرس
در زمان حاکمیت نرون، به دست رومیان مصلوب شد. طبق تاریخ کلیسای کاتولیک، پیکر پطرس، پس از به صلیب کشیده شده شدن در شهر رُم (پایتخت روم) در همین شهر دفن شد که بعدها کلیسای کاتولیک سن پیترو (سن پیترو = قدیس پطرس) واقع در واتیکان، در همان مکان بنا شده است. طبق سنت مسیحی، انجیل مرقس، توسط مرقس، که شاگرد پطرس بود، به روایت پطرس نگاشته شده است.
بارتولومئو (برتولما) - ناتانائیل
طبق روایاتی که صحّت آن‌ها قطعی نیست، باتولومئو در شهر Zgërdhesh واقع در کشور آلبانی امروزی دستگیر شده و برای اعدام، پوست او را از بدنش جدا کردند و به شکل وارونه به صلیب کشیدند، چرا که برادر پادشاه آن منطقه به نام پُلیمیوس، توسط او به عیسی مسیح ایمان آورده بود.
یعقوب پسر حلفا
بر اساس نقل مورخ یهودی یوسفوس کمی قبل از سقوط اورشلیم توسط رومیان، در حدود سال‌های ۶۲ تا ۶۹ میلادی حنانیا که کاهن اعظم بود به همراه فریسیان و کاتبان از یعقوب خواستند تا در یکی از سالن‌های اجتماعات معبد نبوت مسیح را انکار کند، اما یعقوب نپذیرفت. او را در سن نودوشش‌سالگی از بالای برج معبد اورشلیم به پایین پرتاب کردند. آنان در حالی که او برای ایشان طلب بخشش می‌کرد با چوب بر سرش کوبیدند تا جان سپرد، سپس جسدش را با ارّه تکه‌تکه کردند. او به عبادت و زهد و تقوا در میان یهودیان شهره بود.
اندریاس
به دست رومیان به صلیب کشیده شد.
یهودا اسخریوطی
بعد از لو دادن عیسی مسیح، یهودا اسخریوطی نزد کاهنان یهود رفت و گفت سکه‌ها را به آن‌ها پس می‌دهد ولی مسیح را آزاد کنید اما روحانیون یهودی قبول نکردند. سپس یهودا خود را حلق‌آویز کرده، جان سپرد و بعد جسد در حال تجزیۀ او، بر زمین افتاده، متلاشی شد. 
یوحنا
به جزیرهٔ پاتموس تبعید شد و تا آخر عمر آنجا ماند و امروز در سلوج ترکیه آرامگاهی برای او بنا کردند. طبق سنت مسیحی، یوحنا یکی از اناجیل اربعۀ مقدس مسیحیان، یعنی انجیل یوحنا را نگاشت.
توما
برخی می‌گویند او به هند مسافرت کرد و در آنجا درگذشت و هم اکنون مقبره‌ای منسوب به او در آنجا وجود دارد.
یعقوب پسر زبدی
در سال ۴۴ میلادی به دستور هرود اگریبا نوهٔ هرود بزرگ گردن زده شد.
فلیپ
به صلیب کشیده شد.
متی
تحت تعقیب بود و  در حدود ۳۴ میلادی در حبشه درگذشت. طبق سنت مسیحی، متی یکی از اناجیل اربعۀ مقدس مسیحیان، یعنی انجیل متی را نگاشت.
تادئوس
بنا بر سنت مسیحی ارتودوکس و کلیسای ارمنی او برای بشارت به سرزمین ایران مهاجرت کرد و توسط پادشاه ارمنستان به قتل رسید و در ارومیه درگذشت. آرامگاهی منسوب به او در قره‌کلیسا وجود دارد.
شمعون قانوی
برخی از مورخان مدعی هستند او در ارمنستان یا ایران فوت کرده و برخی دیگر معتقدند او در جزیرهٔ بریتانیا درگذشته است.

### کتابشناسی
- اگور، کریستف (۱۹۴۵). مسیح. موریخ: هاروارد.
- خلج، اهورا (۱۴۰۰). مسیحیت (مقاله). تهران: دارا.
- سایمون، ارال (۱۹۸۳). بعد از مسیح. لندن: کمبریج.
- المدهش، ابوالفرج‌بن الجوزی
- کتاب مقدس